# Olle Wiese und Bachsysteme zwischen Erwitte und Stirpe
Koordinaten: 51° 37′ 3″ N, 8° 18′ 44″ O

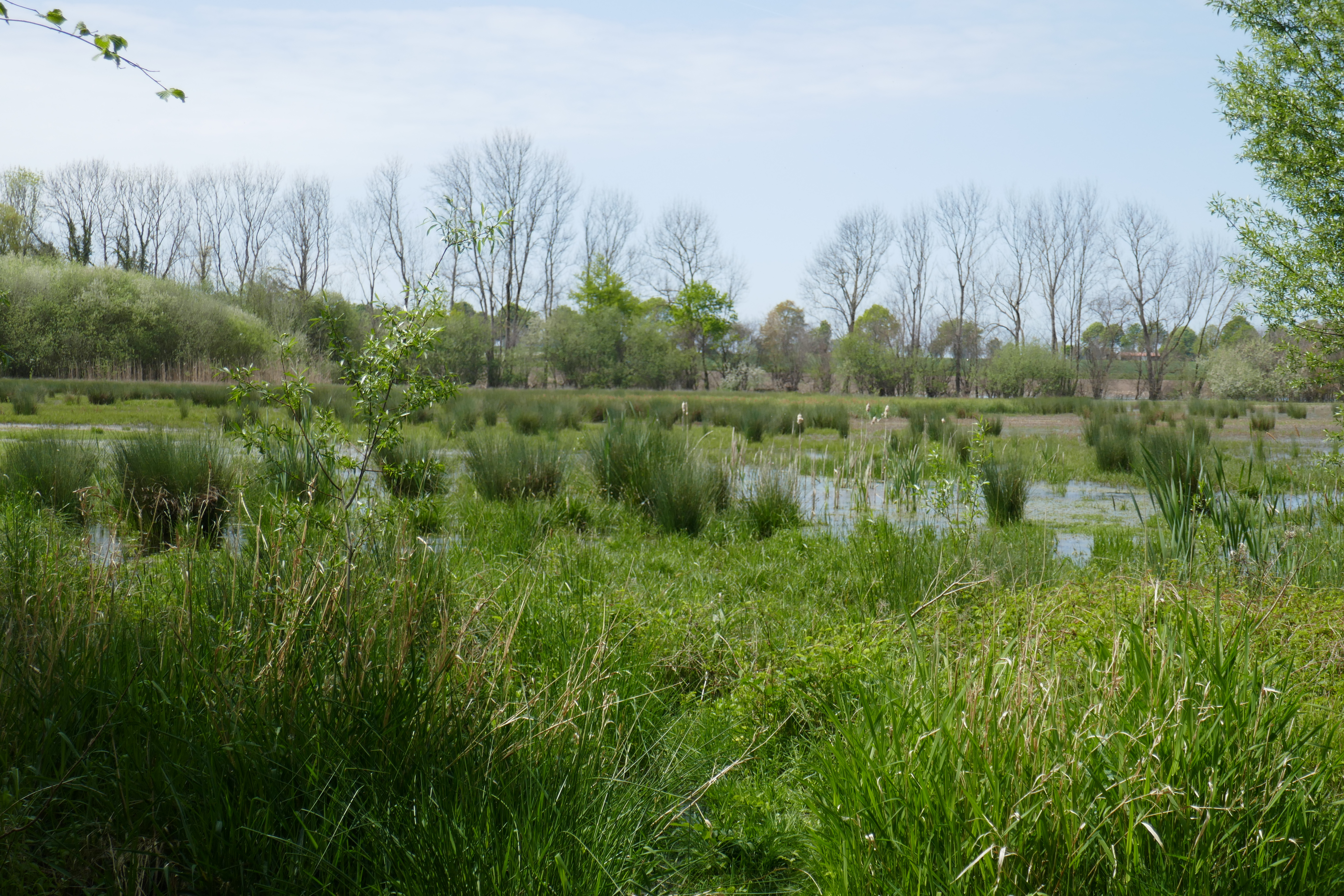
Naturschutzgebiet „Olle Wiese und Bachsysteme zwischen Erwitte und Stirpe“

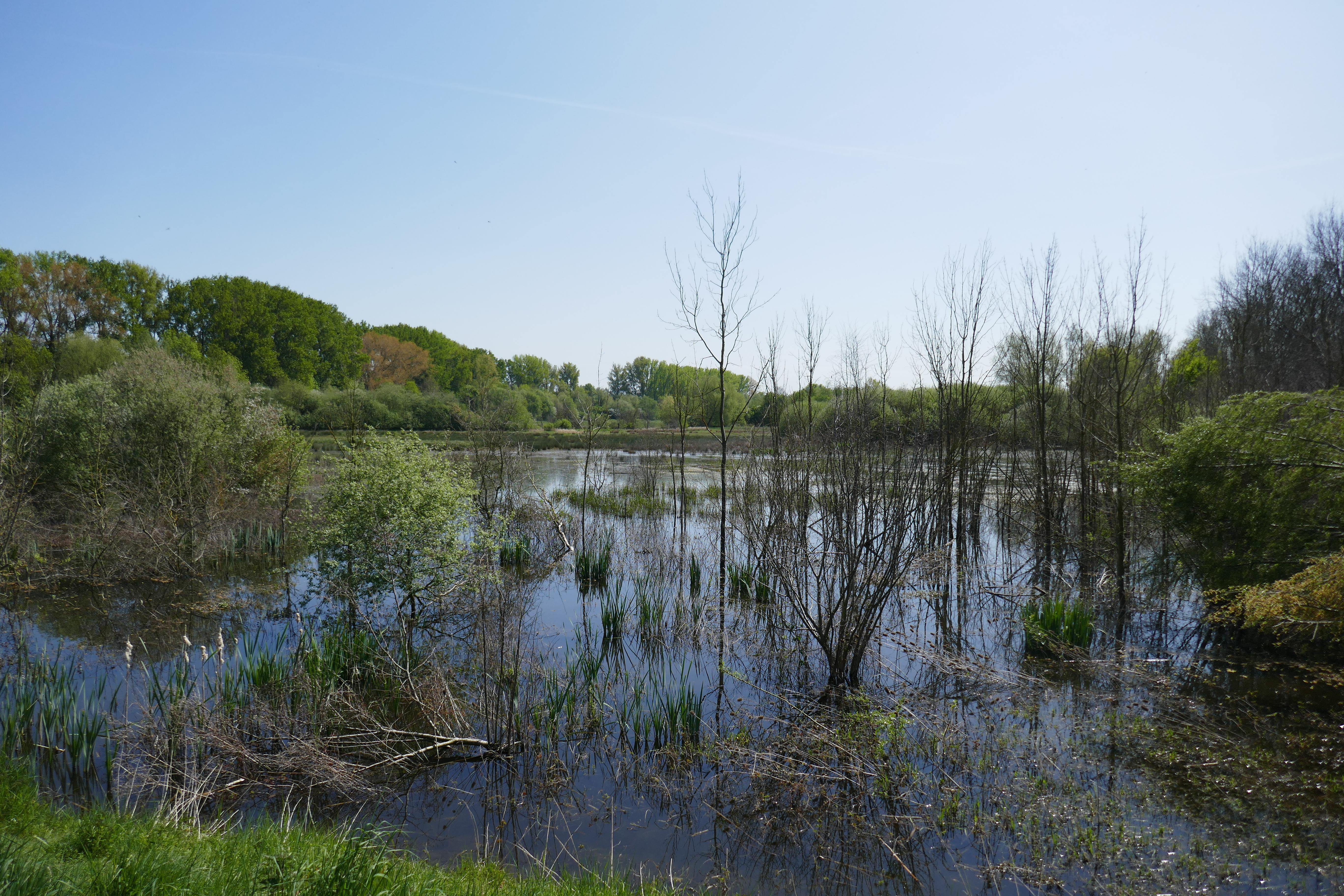
Blick ins Gebiet

Das Naturschutzgebiet Olle Wiese und Bachsysteme zwischen Erwitte und Stirpe liegt auf dem Gebiet der Stadt Erwitte im Kreis Soest in Nordrhein-Westfalen. Es wurde 1981 per Verordnung der Bezirksregierung Arnsberg als Naturschutzgebiets (NSG) ausgewiesen und ist 68,75 ha groß. Das NSG gehört zum Fauna-Flora-Habitat (FFH) Manninghofer Bach sowie Gieseler und Muckenbruch (Natura 2000-Nr. DE-4315-302) im Europäischen Schutzgebietssystem Natura 2000. Südlich der B 51 grenzt direkt das Naturschutzgebiet Manninghofer Bach und nördlich direkt das Naturschutzgebiet Gieseler an. Das Schutzgebiet erstreckt sich westlich und nordwestlich der Kernstadt Erwitte östlich der Erwitter Stadtteile Stirpe und Weckinghausen, wobei die Bebauung teilweise direkt an das NSG grenzt. Direkt an der am südlichen Rand verlaufenden B 51. Es liegt zwischen der westlich verlaufenden Landesstraße L 748 und der östlich verlaufenden B 55 entlang des Glasebaches bis zur nördlich fließenden Gieseler.

## Beschreibung
Bei der Olle Wiese handelt es sich um ein Niedermoor. Im NSG liegt ein etwa 6 ha großer Schilfbereich und Feuchtwiesenbereiche. Diese Bereiche dienen als Bruthabitat der Rohrweihe bzw. als Nahrungshabitat der in der angrenzenden Feldflur brütenden Wiesenweihen.
Zum NSG gehören Abschnitte des Glasebaches und des Stirper Mühlenbachs zwischen Stirpe und Mündung in die Gieseler, wobei beide Bäche parallel zueinander, nur wenige Hundert Meter auseinander liegen. Nur die Bäche und kleine Randbereiche liegen dabei im NSG, während die Zwischenfläche außerhalb des NSG liegen.
Seit 2019 hat sich der Europäische Biber angesiedelt. Biberdämme führten zu Überstauungen von Wiesenbereichen und in der Folge zum Rückgang von mehr als 90 % des ehemals individuenreichsten Vorkommens des Breitblättriges Knabenkraut im Kreis Soest.

## Schutzzweck des Naturschutzgebietes
Laut Verordnung erfolgte die Ausweisung des LSG
- „Zur Erhaltung, Herstellung und Wiederherstellung a) von Lebensgemeinschaften oder Lebensräumen bestimmter wild lebender Tier- und Pflanzenarten. Besondere Bedeutung haben das Schilfgebiet der Ollen Wiese, die teilweise salzhaltigen Quellbereiche, das abschnittsweise noch relativ naturnahe Bachsystem und Teile seiner Aue mit ihren feuchten Grünlandflächen. Bedeutung haben die Baeche insbesondere als Lebensraum, Laichhabitat und Wanderungskorridor für schutzwürdige Fisch- bzw. Rundmaularten, b) von Lebensräumen und Vorkommen der wild lebenden Tier- und Pflanzenarten, die in den Anhängen I und II der FFH-Richtlinie aufgeführt sind. Soweit Biotope oder Arten bedroht sind und ihre Erhaltung von besonderer Bedeutung ist, sind sie als prioritär eingestuft. Hierbei handelt es sich um folgende Lebensräume gemäß Anhang I der FFH-Richtlinie: Fließgewässer mit Unterwasservegetation und folgende Arten gemäß Anhang II der FFH-Richtlinie Groppe (Cottus gobio), Bachneunauge (Lampetra planeri). Außerdem handelt es sich um Lebensräume für folgende im Schutzgebiet vorkommende Vogelarten, auf die sich der Artikel 4 der Vogelschutzrichtlinie bezieht: Eisvogel (Alcedo attis), Rohrweihe (Circus aeruginosus), Wiesenweihe (Circus pygargus), Wasserralle (Rallus aquaticus.“
- „aus wissenschaftlichen, naturgeschichtlichen und landeskundlichen Gründen,“
- „wegen der Seltenheit und besonderen Eigenart des Landschaftsraums.“

## Pflanzenarten im NSG
Das Landesamt für Natur, Umwelt und Verbraucherschutz Nordrhein-Westfalen dokumentierte im Schutzgebiet Pflanzenarten wie Echter Hopfen, Geflügelte Braunwurz, Geflügeltes Johanniskraut, Sumpf-Schwertlilie, Gelbe Wiesenraute, Gewöhnliche Armleuchteralge, Gewöhnliche Pestwurz, Gemeines Brunnenmoos, Hohe Schlüsselblume, Hohler Lerchensporn, Platthalm-Binse, Sumpfdotterblume und Wilde Sumpfkresse.